# 王尽美

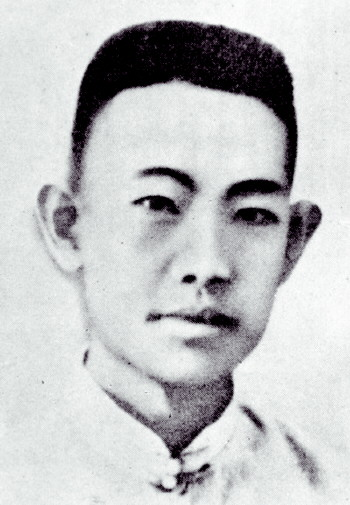
王尽美

王尽美（おうじんび、ワン・ジンメイ、1898年6月14日 - 1925年8月19日）は、中華民国の政治家。中国共産党の創始者の一人。原名が王瑞俊、別名が王烬美，字灼斋で、山東省諸城県出身で、祖籍は連雲港市海州区当路村である（王尽美は1925年3月16日に海州を訪れ、海州区当路村を 「古い故郷」 と呼んでいる）。

## 経歴
1898年に山東省莒県北杏村（現在の諸城県）で生まれる。1918年夏、済南の山東省立第一師範学校の予科クラスに入学。五四運動に参加し、山東大専中学学生連合会の責任者の一人となる。
1920年3月に北京大学マルクス学説研究会の外埠会員となる。同年秋、山東省の中学生であった鄧恩銘らと励新学会を発足し、『灤源新刊』（一師学生自治会作成、半月刊）を出版した。1921年春、鄧恩銘と済南で共産主義団体の創設を行った。7月、上海で中国共産党第一次全国代表大会に出席し、その後中国共産党山東区支部書記、中国労働組合書記部山東支部主任に就任した。1922年1月、モスクワで極東各国の共産党と民族革命団体の第一回代表大会に参加し、レーニンの接見を受けた。7月、上海で中国共産党第二次全国代表大会に出席した。会議後、鄧中夏とともに中国労働組合書記部の指導を担当し、『労働法大綱』の制定に参加した。1922年11月、山海関で党組織の創立を指導し、山海関、秦皇島などのストライキ運動を指導し、開灤五鉱総同盟ストライキ指導部のメンバーの一人となった。1923年2月、山海関で逮捕され、臨楡県に収監された。しかしその後、労働者糾察隊の隊員が臨楡県の政府を包囲して請願を行い、臨楡県の県長が釈放を命じた。後に再び山東に戻る。10月に中国国民党に加入した。
1924年1月、広州で中国国民党第一次全国代表大会に参加した。11月、中国共産党山東地方執行委員会書記に就任した。年末、孫文から面会の約束を受けた。孫文は個人名義で王を国民会議宣伝員特派員に任命し、山東で国民会議の宣伝と準備を行った。
1925年1月、上海に赴き中国共産党第四次全国代表大会に出席した。2月、病気を抱えながら(肺結核)、青島国民会議の促進会を組織し、同時に鄧恩銘と共同で膠済鉄道労働者のストライキを指導した。3月1日に北京に行って国民会議促進会全国代表大会に参加した。4月に山東に帰ってから病状が悪化、1925年8月19日、青島で病没、当時27歳であった。

## 家系
- 長男の王乃征(1919 - 2009年)は、吉林省軍区副司令員を務めた[4][5]。1938年初め、董昆一（中国語版）と趙志剛（中国語版）は王乃征へ入党を勧め、彼を北杏村に帰らせ、中国共産党北杏支部を組織した。
  - 王軍[6][7]
  - 王毅
  - 王楓（小児科医）[5]

- 次男 王乃恩（王杰）（1922年 - ？），前上海市交通工作委員会党委員会副書記[5]。
  - 王明华（1941年 - ）、浙江大学情報学院通信学部マイクロ電子・光電子研究所教授[8][9]。
  - 王立華
  - 王建華
  - 王愛華，解放軍第二軍医大学長征病院教授[5][10]